# Ars antiqua
Ars antiqua (latinski: stara vještina, stari nauk) je od početka 20. stoljeća oznaka za razdoblje u povijesti glazbe koje obuhvaća vrijeme približno od 1240. do 1320. godine. Pojam se javlja oko 1320. u raspravama Philippa de Vitryja i Jakoba iz Liègea kao protupojam novoj epohi glazbene povijesti 14. stoljeća, koja se zove ars nova: »Regnat nova (ars) exulat antiqua« (»Vlada nova vještina, stara je propala«), ističe oko 1330. Jakob iz Liègea. To je razdoblje afirmacije i kodifikacije tzv. menzuralne notacije (sustav trajanja pojedinih notnih vrijednosti, ligature i pauze) 13. stoljeća, koju je u svojem traktatu »Umjetnost menzuralnog pjeva« razradio Franko iz Kölna. U razdoblju koje se naziva ars antiqua razvijaju se novi višeglasni vokalni oblici kao što su cantilena, conductus, hoquetus, rondellus i rota, a središnji je i glavni oblik motet. Najznačajniji rukopisni glazbeni izvori skladbi iz razdoblja ars antiqua tri su zbirke kodeksa (Montpellier, Bamberg, Las Huelgas). Među skladateljima, teoretičarima i autorima rasprava o ars antiqua najeminentniji su Johannes de Garlandia (»O mjerljivoj glazbi«, oko 1240.), Franko iz Kölna, Hieronymus de Moravia, Anonim IV. (»O menzuralnoj notaciji i diskantu« – »De mensuris et discantu«), Adam de la Halle, Petrus de Cruce, Walter Odington (»Suma spekulacije o glazbi«).